# Список баз відпочинку Затоки
Стаття Бази відпочинку Затоки призначена для ознайомлення, в тому числі візуального з основними базами відпочинку Затоки Одеської області.
База відпочинку "Хуторок" центр
2010 р. 44 номери категорії комфорт , комфорт двокімнатній, напівлюкс, напивлюкс двокімнатний, люкс двокімнатній

## Лиманський район
| Назва бази       | Рік заснування | Розташування                                                                      | Фото | Короткі відомості та інтернет посилання | Координати                                                            | Відстань до пляжу   | Ширина пляжу |
| "Залив"          | 1975           | Навпроти платформи Лиманська                                                      |      | Сімейний відпочинок в маленьких будиночках. Є їдальня (косплексні сніданки, обіди та вечеря). . Додаткові послуги: стоянка, кінотеатр, дитячий майданчик, дискотека. Офіційний сайт                                 | 46°07′44″ пн. ш. 30°30′52″ сх. д. / 46.12889° пн. ш. 30.51444° сх. д. | База межує з пляжем | 140 м        |
| Надзбруччя       | 1975           | Вихід на платформі Лиманська, далі за знаками на схід через торгові палатки 370 м |      | Сімейний відпочинок в маленьких будиночках. Є їдальня, стоянка. | 46°07′42″ пн. ш. 30°30′55″ сх. д. / 46.12833° пн. ш. 30.51528° сх. д. | База межує з пляжем | 130 м        |
| Мікрон           | 1977           | Вихід на платформі Лиманська, далі за знаками на південь 650 м                    |      | Сімейний відпочинок в маленьких будиночках та номерах з усіма зручностями. Є їдальня (косплексні сніданки, обіди та вечеря). . Додаткові послуги: стоянка, дитячий майданчик, кафе-бар та більярдна. Офіційний сайт | 46°07′26″ пн. ш. 30°30′37″ сх. д. / 46.12389° пн. ш. 30.51028° сх. д. | База межує з пляжем | 90 м         |
| Лада             | 1977           | Вихід на платформі Лиманська, далі за знаками на південь 700 м                    |      | Сімейний відпочинок в маленьких будиночках без зручностей та з частковими зручностями. Додаткові послуги: обмежена стоянка.                                                                                         | 46°07′28″ пн. ш. 30°40′37″ сх. д. / 46.12444° пн. ш. 30.67694° сх. д. | База межує з пляжем | 100 м        |
| Загар            | 1975           | Вихід на платформі Лиманська, далі за знаками на схід через торгові палатки 350 м |      | . Офіційний сайт | 46°07′46″ пн. ш. 30°30′58″ сх. д. / 46.12944° пн. ш. 30.51611° сх. д. | База межує з пляжем | 120 м        |
| Едельвейс        | 1977           | Вихід на платформі Лиманська, далі за знаками на південь 800 м                    |      | . Офіційний сайт | 46°07′20″ пн. ш. 30°30′32″ сх. д. / 46.12222° пн. ш. 30.50889° сх. д. | База межує з пляжем | 80 м         |
| Черкащанка       | 1977           | Вихід на платформі Лиманська, далі за знаками на південь 900 м                    |      | Черкаси) Офіційний сайт | 46°07′16″ пн. ш. 30°30′31″ сх. д. / 46.12111° пн. ш. 30.50861° сх. д. | База межує з пляжем | 70 м         |
| "Одиссей"        | 1977           | Вихід на платформі Лиманська, далі за знаками на південь 300 м                    |      | Оздоровчо-реабілітаційний центр. Офіційний сайт | 46°07′37″ пн. ш. 30°30′47″ сх. д. / 46.12694° пн. ш. 30.51306° сх. д. | База межує з пляжем | 100 м        |
| "Тополёк"        | 1977           | Вихід на платформі Лиманська, далі за знаками на південь 200 м                    |      | | 46°07′35″ пн. ш. 30°30′40″ сх. д. / 46.12639° пн. ш. 30.51111° сх. д. | 140 м               | 70 м         |
| Смуглянка        | 1978           | Вихід на платформі Морська, далі за знаками на північ 350 м                       |      | | 46°07′11″ пн. ш. 30°30′28″ сх. д. / 46.11972° пн. ш. 30.50778° сх. д. | База межує з пляжем | 67 м         |
| Ніка             | 2008           | Вихід на платформі Морська, далі за знаками на північ 250 м                       |      | Офіційний сайт | 46°07′07″ пн. ш. 30°30′26″ сх. д. / 46.11861° пн. ш. 30.50722° сх. д. | База межує з пляжем | 45 м         |
| Червона гвоздика | 1977           | Вихід на платформі Лиманська, далі за знаками на південь 700 м                    |      | База офіційно не працює | 46°07′29″ пн. ш. 30°30′38″ сх. д. / 46.12472° пн. ш. 30.51056° сх. д. | 120 м               | 100 м        |

## Сонячний район
| Назва бази                 | Рік заснування | Розташування                 | Фото | Короткі відомості та інтернет посилання | Координати                                                                           | Відстань до пляжу     | Ширина пляжу |
|                            |                |                              |      | |                                                                                      |                       |              |
| Курортний готель "Радуга"  | 2007           | Вихід на платформі "Дружба"  |      | 11 дво- і 30 одно- кімнатних номерів. Є бар, їдальня (комплексні сніданки, обіди та вечеря або на замовлення - за меню). Стоянка, дитячий майданчик, більярд, Wi-Fi. Офіційний сайт | 46°06′13.4″ пн. ш. 30°29′50.22″ сх. д. / 46.103722° пн. ш. 30.4972833° сх. д.        | Готель межує з пляжем | 30 м         |
| База відпочинку "Изумруд"  | 2007-2008      | Вихід на платформі "Сонячна" |      | 65 стандартних і 7 двокімнатних номерів. Є їдальня. Офіційний сайт | 46°05′08.29″ пн. ш. 30°28′54.55″ сх. д. / 46.0856361° пн. ш. 30.4818194° сх. д.      | База межує з пляжем   | 40 м         |
| База відпочинку "Академія" | 2012           | Вихід на платформі "Сонячна" |      | 4-х зіркова база відпочинку на 130 номерів п'яти категорій. Належить Одеській юридичній академії. Офіційний сайт                                                                    | 46°05′1.032″ пн. ш. 30°28′51.2394″ сх. д. / 46.08362000° пн. ш. 30.480899833° сх. д. | База межує з пляжем   | 30 м         |

## Центральний район
| Хуторок                             | 2010 | Центр                    | Фото                | Www.hutorokzatoka.com | вул. Лиманська 18                                                             | 500 метрів | 100 метрів |
| Пансіонат "Кардинал"                |      | Вихід на станції "Бугаз" | [[Файл:\|120пкс\|]] | 2-, 4- містні номери в 4-х корпусах (два кам'яні 4-поверхові і два дерев'яні3 і 4-поверхові; номери в 1-поверхових будиночках. Є своя їдальня. Поряд численні ресторани і зони відпочинку. Офіційний сайт | 46°3′50.89″ пн. ш. 30°27′9.51″ сх. д. / 46.0641361° пн. ш. 30.4526417° сх. д. | 2-а лінія  | 50 м       |
| Пансіонат "Отдых на Приморской, 64" |      | Вихід на станції "Бугаз" |                     | 2-, 3-, 4- містні номери і номери класу "Апартаменти" в 4-поверховому сучасному корпусі. Є своя їдальня. Поряд численні ресторани і зони відпочинку. Офіційний сайт                                       | 46°3′50.89″ пн. ш. 30°27′9.51″ сх. д. / 46.0641361° пн. ш. 30.4526417° сх. д. | 2-а лінія  | 30 м       |